# Władcy Soloru
Władcy Soloru – władcy wulkanicznej wyspy w Indonezji leżącej niedaleko wschodniej części wyspy Flores.

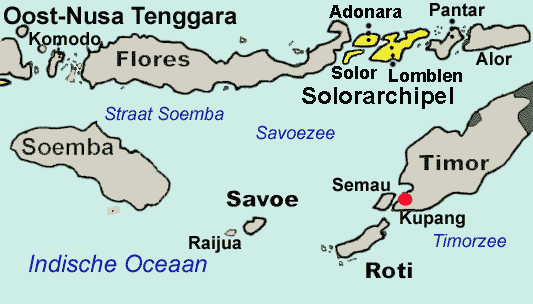
Archipelag Soloru

## Władcy Soloru
- Don Diego (władca Soloru pod zwierzchnością portugalską ?–1595; usunięty, zmarł ok. 1598 r.)
- Kaicil Partana (przed 1613–1637) [syn]
- Njai Cili (przed 1646–1664) [wdowa]
- Njai Cili Muda (1664–1686) [córka]
- Wojownicy SoloruPoro (1686–1687; usunięty)

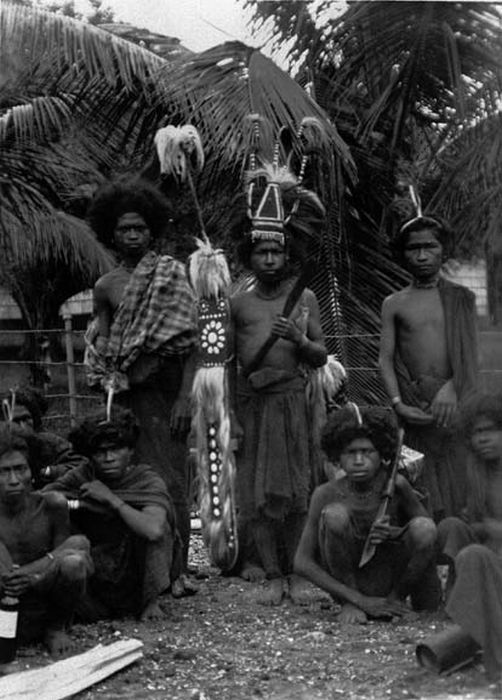
Wojownicy Soloru

- Sengadżi Cili (1687–1700) [bratanek Njai Cili Mudy]
- Poro (drugie panowanie 1700–1703)

## WładcyAdonary
Dynastia Ceram
- Nuhung Bapa (władca Adonary w grupie wysp Solor; nigdy nie rządził)
- Begu (regent przed 1850–1858)
- Jo (regent 1858–1868) [syn]
- Kamba (1869–1893) [brat]
- Bapa Tuan (1893) [brat]
- Arkiang (1894–1930; abdykował) [syn]
- Bapa Ana (regent 1930–1935/6; usunięty) [wnuk Begu]
- Bapa Nuhur (regent 1936–1940) [wnuk Arkianga]
- Bapa Kaja (regent 1936–1954) [syn Bapay Any]